# Кривава неділя (1972)
Кривава неділя (англ. Bloody Sunday, ірл. Domhnach na Fola) — події 30 січня 1972 року, що відбулися в місті Деррі, Північна Ірландія.
Того дня, солдати 1-го батальйону парашутного полку Великої Британії, під командуванням підполковника Дерека Вілфорда і капітана Майка Джонсона, розстріляли мирну демонстрацію місцевих жителів, які прийшли на марш Асоціації на захист громадянських прав Північної Ірландії. 13 беззбройних демонстрантів, включно з шістьма неповнолітніми та одним священиком, були вбиті. П'ятеро з убитих були застрелені в спину. Ще 14 людей було поранено, один з них згодом помер. Ця подія призвела до хвилі насильства в протистоянні Ірландської республіканської армії (ІРА) та Збройних сил Великої Британії.
Вибачення від британського уряду
У 2010 році прем'єр-міністр Великої Британії Девід Кемерон попросив вибачення за «Криваву неділю».
Перепросив він під час виступу в парламенті Сполученого Королівства, де були представлені висновки розслідування. «Те, що сталося у „криваву неділю“, було необґрунтованим і неправильним. Перші постріли прозвучали з боку військовослужбовців за наказом командира, який ніколи не мав бути відданий», — сказав Кемерон.
Глава уряду особливо відзначив, що жодна з жертв не була загрозою, свідчення низки солдатів були сфальсифіковані, а дехто із загиблих були застрелені, коли намагалися надати допомогу пораненим.
«Солдати не попереджали демонстрантів про те, що вони стрілятимуть», — додав Кемерон.
Він підкреслив, що нинішній уряд готовий відкрито дивитися на минуле і відновлювати історичну справедливість, особливо в актуальних до цього дня питаннях, які можуть допомогти вирішити проблеми регіону.
«Я приношу глибокі вибачення за те, що сталося», — сказав глава британського кабінету міністрів.

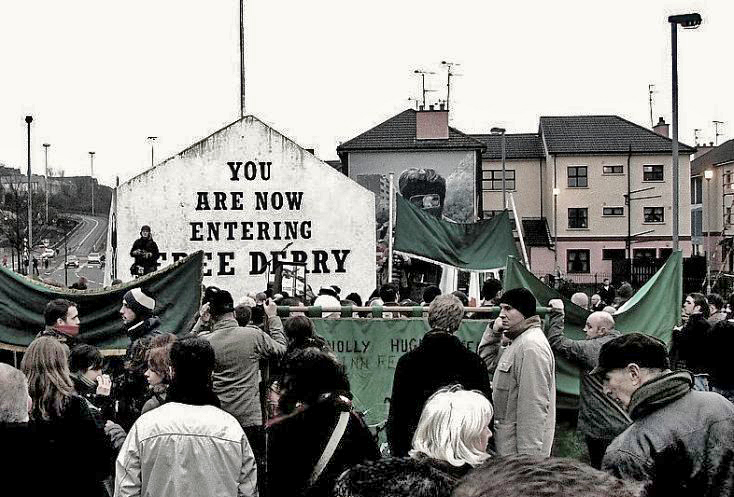
35-й меморіальний марш у пам'ять про «Криваву неділю», 28 січня 2007

Як відомо, 30 січня 1972 року британські солдати відкрили вогонь по учасниках маршу за права ірландців, вбивши 14 демонстрантів і поранивши 14. Та «кривава неділя» стала найсуперечливішим епізодом історії перебування британської армії в Ольстері.
Після розстрілу демонстрації у Північній Ірландії й Республіці Ірландії стартувала потужна антибританська кампанія, яка призвела до зупинки на 25 років роботи Північноірландської асамблеї та інших автономних органів влади у провінції і введення прямого правління з Лондона. Діяльність асамблеї була відновлена лише після підписання у 1998 році «Угоди Страсної п'ятниці» про відновлення інститутів самоврядності у регіоні.
Перший розгляд подій 30 січня 1972 року тривав лише 11 тижнів. Тоді влада повністю виправдала військових, заявивши, що ті почали стріляти у відповідь на постріли з натовпу.

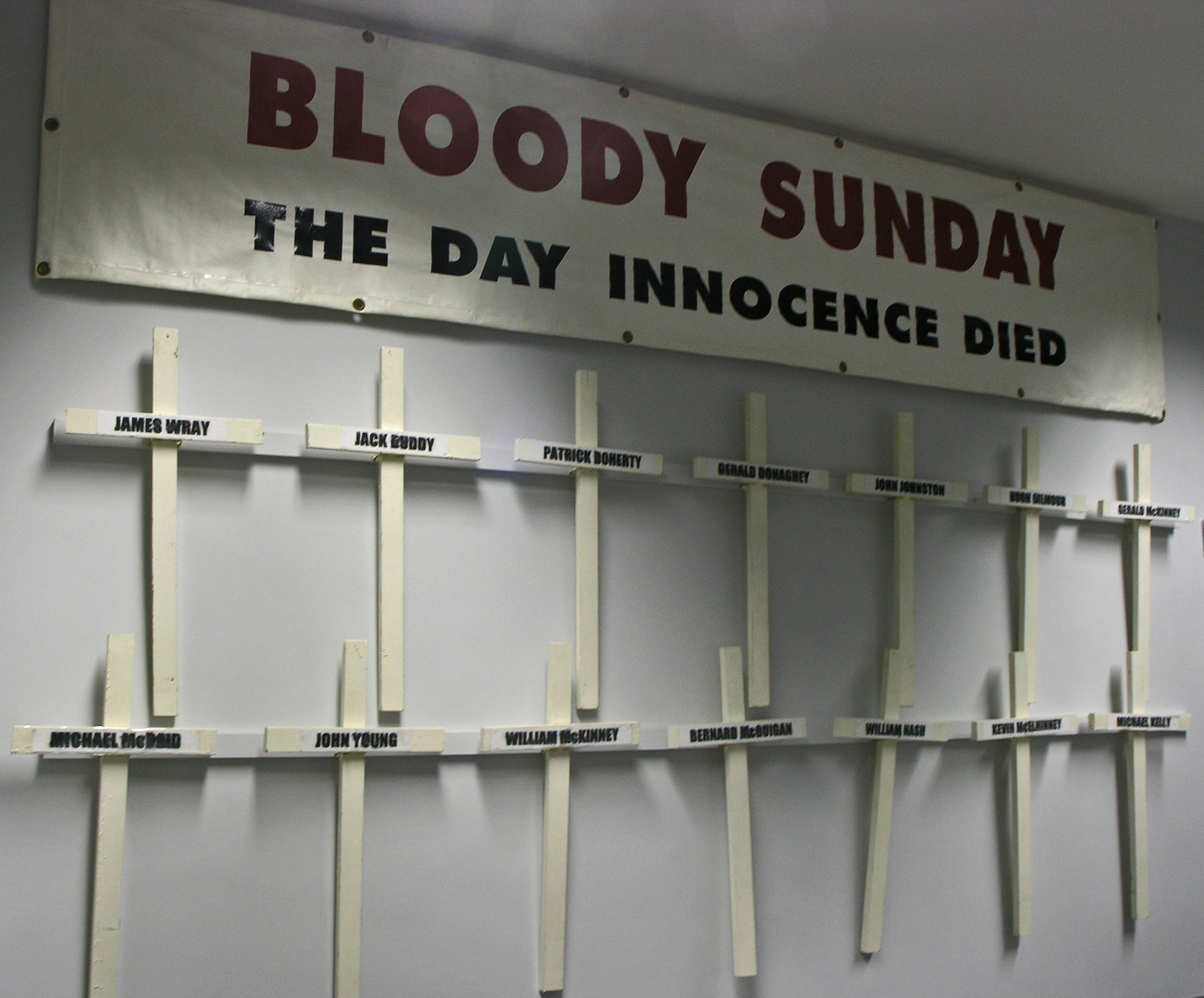
Банер та хрести, принесені сім'ями загиблих на щорічний поминальний марш

Родичі загиблих і очевидці не погодилися з цими висновками. Лише у 1998 році прем'єр-міністр Тоні Блер дав згоду на повторне розслідування. Воно проводилося під керівництвом лорда Севілла впродовж 12 років і стало найдовшим публічним розслідуванням у британській історії. Було проведено понад 2500 допитів, свідчення дали близько 1000 осіб. Обсяг доповіді склав п'ять тисяч сторінок.
Уряд Великобританії приховує ім'я деяких солдатів що брали участь у події, однак у 2022 депутат ірландського парламенту Тойбін розкрив що Soldier F це Девід Джеймс Клірі.